# Maayan Furman-Shahaf
Maayan Furman-Shahaf, née le 9 novembre 1986, est une athlète israélienne, spécialiste du saut en hauteur.

## Biographie
Elle participe aux Championnats d'Europe d'athlétisme de 2010 et de 2012 sans parvenir à entrer en finale. En 2014, elle entre en finale grâce à un saut à 1,85 m. Elle termine à la 14e place ex æquo avec l'Estonienne Grete Udras en 1,85 m.
Son record personnel, qui correspond également au record israélien, est de 1,92 m, réalisé à Neurim le 9 août 2011 et à Tel Aviv-Jaffa en 2013.

## Vie privée
En septembre 2017, elle devient mère de jumeaux.

## Palmarès
| Date | Compétition                       | Lieu     | Résultat | Marque |
| ---- | --------------------------------- | -------- | -------- | ------ |
| 2009 | Championnats d'Europe en salle    | Turin    | qual.    | 1,80 m |
| 2009 | Championnats d'Europe par équipes | Sarajevo | 1re      | 1,85 m |
| 2009 | Jeux Maccabiah                    | Netanya  | 1re      | 1,81 m |
| 2010 | Championnats d'Europe par équipes | Belgrade | 2e       | 1,87 m |
| 2013 | Championnats d'Europe par équipes | Kaunas   | 3e       | 1,88 m |
| 2013 | Universiade                       | Kazan    | 6e       | 1,87 m |
| 2014 | Championnats d'Europe par équipes | Tbilissi | 1re      | 1,85 m |
| 2014 | Championnats d'Europe             | Zurich   | 14e      | 1,85 m |
| 2015 | Jeux européens                    | Bakou    | 3e       | 1,84 m |
| 2015 | Championnats des Balkans          | Pitești  | 2e       | 1,87 m |
| 2016 | Championnats des Balkans en salle | Istanbul | 3e       | 1,81 m |
| 2016 | Championnats des Balkans          | Pitești  | 4e       | 1,82 m |

## Records
| Épreuve         | Épreuve   | Performance | Lieu                  | Date                        |
| --------------- | --------- | ----------- | --------------------- | --------------------------- |
| Saut en hauteur | Plein air | 1,92 m (NR) | Neurim Tel Aviv-Jaffa | 9 août 2011 17 juillet 2013 |
| Saut en hauteur | Salle     | 1,90 m      | Chișinău              | 3 février 2012              |